# جنگل‌بان لوتی
جنگل‌بان لوتی (نام علمی: Zygaena loti) نام یک گونه از تیره جنگل‌بانان است.